# Campoo de Yuso
Campoo de Yuso (yuso és castellà antic: baix, del llatí sub, Campoo de Baix) és un municipi situat en la Comunitat Autònoma de Cantàbria, en la comarca de Campoo-Los Valles. Els seus límits són: al nord amb Santiurde de Reinosa, San Miguel de Aguayo i Luena, a l'oest amb Campoo de Enmedio, al sud amb Las Rozas de Valdearroyo i l'Embassament de l'Ebre i a l'est la província de Burgos.

## Localitats
- Bustamante, 39 hab.
- Corconte, 40 hab.
- La Costana (Capital), 44 hab.
- Lanchares, 104 hab.
- Monegro, 55 hab.
- Orzales, 113 hab.
- La Población, 130 hab.
- Quintana, 7 hab.
- Quintanamanil, 11 hab.
- La Riva, 44 hab.
- Servillas, 33 hab.
- Servillejas, 13 hab.
- Villapaderne, 21 hab.
- Villasuso, 61 hab.

## Demografia
| 1900  | 1910  | 1920  | 1930  | 1940  | 1950  | 1960  | 1970  | 1980 | 1990 | 2000 | 2007 |
| ----- | ----- | ----- | ----- | ----- | ----- | ----- | ----- | ---- | ---- | ---- | ---- |
| 1.701 | 2.215 | 2.368 | 2.400 | 2.396 | 2.315 | 1.748 | 1.209 | 957  | 916  | 739  | 724  |

Font: INE

## Administració
| Eleccions municipals, 25 de maig de 2003 |      |        |          |
| Partit                                   | Vots | %      | Regidors |
| PRC                                      | 336  | 59,89% | 5        |
| PP                                       | 164  | 29,23% | 2        |

| Eleccions municipals, 27 de maig de 2007 |      |        |          |
| Partit                                   | Vots | %      | Regidors |
| PRC                                      | 293  | 57%    | 4        |
| PP                                       | 219  | 42,61% | 3        |